# Монтенеро ди Бизача
Монтенѐро ди Биза̀ча (на италиански: Montenero di Bisaccia, на местен диалект Mundunire, Мундунире) е градче и община в Централна Италия, провинция Кампобасо, регион Молизе. Разположено е на 273 m надморска височина. Населението на общината е 6781 души (към 2010 г.).